# 大都會先生

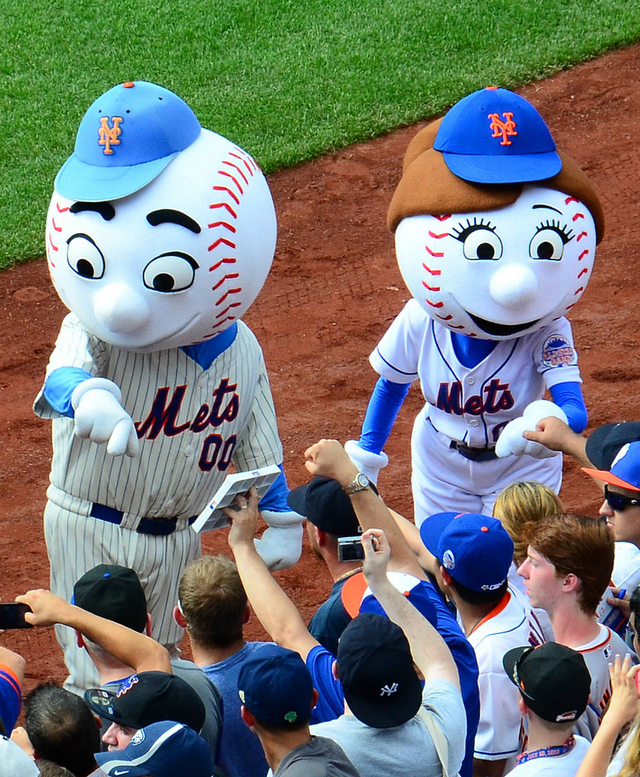
大都會先生（左）與大都會女士（右）於球場與球迷互動

大都會先生（英語：Mr. Met），是美國職棒大聯盟紐約大都會隊吉祥物，首度登場於1962年4月11日；其頭部為一個巨大的棒球，並身著大都會隊服與球帽，球衣號碼為00號。據信他是第1位在現場演出的棒球吉祥物。2007年9月14日入選了吉祥物名人堂，2012年4月30日，《福布斯》雜誌將大都會先生列為所有運動項目中排名第一的吉祥物。
他有一名女性搭檔『大都會女士』（英語：Mrs. Met）。

## 事件
2017年5月31日，紐約大都會與密爾瓦基釀酒人隊的比賽中，大都會先生被拍到疑似向球迷比中指的行為。大都會隊球團在第一時間發表道歉聲明，並且將當日表演的職員調離吉祥物的輪值。

## 外部連結
- 官方网站